# Poa ruwenzoriensis
Poa ruwenzoriensis là một loài thực vật có hoa trong họ Hòa thảo. Loài này được Robyns & Tournay miêu tả khoa học đầu tiên năm 1955.